# Hradecký demokratický klub
Hradecký demokratický klub (zkratka HDK) je regionální středopravicové politické hnutí královéhradeckých občanů, kteří "mají zájem o věci veřejné" a jako klub se pravidelně účastní voleb do Zastupitelstva města Hradec Králové.
Z hlediska volebního zákona je politickým hnutím. HDK tvoří nezávislí kandidáti (NK) a členové nově vzniklého politického hnutí Hradecký demokratický klub, původně Alternativa + NK. Pod tímto jménem Hradecký demokratický klub kandidoval v komunálních volbách v Hradci Králové v letech 1998, 2002, 2006 a 2010 a navázal tím na Hradeckou demokratickou koalici v komunálních volbách 1990 a 1994.

## Historie
Dříve bylo HDK sdružením, které tvořili nezávislí kandidáti (NK) a politická strana, původně Strana pro otevřenou společnost (SOS), později ALTERNATIVA. Pod tímto jménem Hradecký demokratický klub kandidoval v komunálních volbách v Hradci Králové v letech 2010, 2006, 2002, 1998 a navázal tím na Hradeckou demokratickou koalici v komunálních volbách 1994, 1990.

## Kandidáti
V roce 2010 byli do Zastupitelstva města Hradec Králové zvoleni Zdeněk Fink, Arnošt Urban, Vladimír Springer, Ladislav Škorpil a Jakub Krofta. Ve volebním období 2006–2010 byli zastupiteli Zdeněk Fink (radní), Arnošt Urban (předseda klubu zastupitelů) a Vladimír Springer (radní). Ve volebním období 2002–2006 byli zastupiteli Zdeněk Fink, Arnošt Urban a Jiří Sova, v období 1998–2002 Zdeněk Fink. Na organizaci klubu se také podílí Ing. Romana Dürrerová, Josef Duchoň, Karel Jeřábek, Emil Jůza, Petr Kubát, Jiří Pavlíček, Jiří Pirner, Pavel Rytíř, Jindřich Šaršon, Jaroslav Štěchovský, Petr Kubát ml., Ondřej Dus a další. Pavel Rytíř byl od 9. dubna 2004 do 30. ledna 2010 předsedou Strany pro otevřenou společnost, nyní organizuje neformální sdružení sos-OF.

## Zastupitelé města Hradec Králové
Pro volební období 2014–2018 byli do Zastupitelstva města Hradec Králové zvoleni Zdeněk Fink, Arnošt Urban, Pavlína Springerová, Ladislav Škorpil, Vladimír Springer, Irena Krčmová, Romana Lišková, Pavel Rytíř, Josef Krofta, Vlastimil Ondráček, Jaroslav Štěchovský a Jakub Lejsek.
Pro volební období 2018 –2022 byli do Zastupitelstva města Hradec Králové zvoleni Zdeněk Fink, Pavlína Springerová, Ladislav Škorpil, Jiří Sova, Jan Holásek, Romana Lišková a Romana Dürrerová.

## Program
Program pro místní volby je rámcově podpořen třemi hlavními prvky tzv. otevřené politiky: svoboda, demokratická a vnitřně tolerantní společnost. Hnutí prosazuje například rekonstrukci Velkého náměstí a části památkové rezervace v Hradci Králové, rekonstrukci malšovického fotbalového stadionu "Pod Lízátky" postupnou cestou jako sportoviště, výstavbu nových páteřních cyklostezek z centra na Nový Hradec Králové a do Blešna, založení programu "sleduj svůj spis" na webu hradeckého magistrátu, zefektivnění MHD, větší vliv na hospodaření a zisk pro město odkupem části ISP a podporuje dostavbu dálnice D11.

## Volební výsledky
V období 1998–2002 stál zastupitel HDK v opozici, v letech 2002–2006 byli zastupitelé součástí „duhové koalice“ ODS, VPM, ČSSD, KDU-ČSL a HDK, v letech 2006–2010 koalice ODS, VPM a HDK. Ve volebním období 2010 –2014 vznikla koalice HDK, ODS, VPM, TOP 09 a DVH.

### Volby do Zastupitelstva města Hradec Králové
| Volby | Počet hlasů | Hlasy v % | Změna    | Mandátů | Postavení HDK                              | Zvolení zastupitelé |
| ----- | ----------- | --------- | -------- | ------- | ------------------------------------------ | --- |
| 1990  | -           | –         | –        | –       | Koalice (OF, ČSS, KDS)                     | Hradecká demokratická koalice - předcházející HDK |
| 1994  | 62 569      | 3,85      | –        | 1       | Koalice (ODA, ČSSD, ODS, DEU, KDS, SD –OH) | Hradecká demokratická koalice - předcházející HDK |
| 1998  | 33 950      | 3,18      | ▼ -0,67  | 1       | Opozice                                    | Zdeněk Fink |
| 2002  | 73 140      | 7,32      | ▲ +4,14  | 3       | Koalice (ODS, VPM, ČSSD, KDU-ČSL)          | Zdeněk Fink, Arnošt Urban, Jiří Sova |
| 2006  | 87 185      | 7,72      | ▲ +0,40  | 3       | Koalice (ODS, VPM)                         | Zdeněk Fink, Arnošt Urban, Vladimír Springer |
| 2010  | 149 849     | 12,51     | ▲ +4,79  | 5       | Koalice (ODS, VPM, TOP 09, DVH)            | Zdeněk Fink, Arnošt Urban, Vladimír Springer, Ladislav Škorpil, Jakub Krofta |
| 2014  | 252 133     | 25,56     | ▲ +13,05 | 12      | Koalice (ČSSD, TOP 09, KPH)                | Zdeněk Fink, Arnošt Urban, Pavlína Springerová, Ladislav Škorpil, Vladimír Springer, Irena Krčmová, Romana Lišková, Pavel Rytíř, Josef Krofta, Vlastimil Ondráček, Jaroslav Štěchovský, Jakub Lejsek |
| 2018  | 173 429     | 15,66     | ▼ -9,90  | 7       | Opozice                                    | Zdeněk Fink, Pavlína Springerová, Ladislav Škorpil, Jiří Sova, Jan Holásek, Romana Lišková, Romana Dürrerová                                                                                         |
| 2022  | 142 949     | 13,66     | ▼ -2,00  | 7       | Koalice                                    | Pavlína Springerová, Zdeněk Fink, Lukáš Řádek, Romana Dürrerová, Arnošt Urban, Jakub Sofka, Kamil Podroužek                                                                                          |

### Volby do Zastupitelstva Královéhradeckého kraje
| Volby | Počet hlasů | Hlasy v % | Změna   | Mandátů | Postavení HDK                                                                      | Zvolení zastupitelé                           |
| ----- | ----------- | --------- | ------- | ------- | ---------------------------------------------------------------------------------- | --------------------------------------------- |
| 2012  | 19 721      | 12,07     | –       | 7       | Opozice - 1 mandát v rámci Koalice pro Královéhradecký kraj (KDU-ČSL + HDK + VPM)  | Zdeněk Fink                                   |
| 2016  | 15 912      | 9,75      | ▼ -2,32 | 5       | Koalice - 1 mandát v rámci Koalice pro Královéhradecký kraj (KDU-ČSL + HDK + VPM)  | Zdeněk Fink                                   |
| 2020  | 13 891      | 7,84      | ▼ -1,91 | 4       | Koalice - 3 mandáty v rámci Spojenci pro Královéhradecký kraj (HDK + TOP 09 + LES) | Zdeněk Fink, Jan Holásek, Pavlína Springerová |

### Volby do Senátu Parlamentu České republiky
| Volby | Kandidát    | Strana                                               | Počet hlasů (1. kolo) | %     | Počet hlasů (2. kolo) | %     |
| ----- | ----------- | ---------------------------------------------------- | --------------------- | ----- | --------------------- | ----- |
| 2020  | Jan Holásek | HDK s podporou TOP 09, Zelení, LES, SEN 21, ZpH, VPM | 7 445                 | 16,91 | 15 138                | 70,23 |